# Ruta Estatal de California 131
La Ruta Estatal de California 131, y abreviada SR 131 (en inglés: California State Route 131) es una carretera estatal estadounidense ubicada en el estado de California. La carretera inicia en el Oeste desde la US 101  en Strawberry hacia el Este en Main Street en Tiburón. La carretera tiene una longitud de 6,9 km (4.317 mi).

## Mantenimiento
Al igual que las autopistas interestatales, y las rutas federales y el resto de carreteras estatales, la Ruta Estatal de California 131 es administrada y mantenida por el Departamento de Transporte de California por sus siglas en inglés Caltrans.

## Cruces
Toda la ruta se encuentra ubicada dentro del condado de Marin.
| Localidad | Miliario | Destinos                                                                             | Notas                              |
| --- | -------- | ------------------------------------------------------------------------------------ | ---------------------------------- |
| Strawberry | 0.00     | East Blithedale Avenue                                                               | Continuación más allá de la US 101 |
| Strawberry | 0.00     | US 101 (Redwood Highway) – Eureka, San Francisco                                     | Interchange                        |
| Tiburón | 1.86     | Trestle Glen Boulevard – Parque Estatal Paradise Beach, Romberg Tiburon Center, SFSU |                                    |
| Tiburón | 4.39     | Main Street                                                                          |                                    |
| Tiburón | 4.39     | Paradise Drive                                                                       | Continuación más de Main Street    |
| 1.000 mi = 1.609 km; 1.000 km = 0.621 mi Cerrada/Antigua • Terminal concurrente • Acceso incompleto • Propuesta/Sin abrir |          |                                                                                      |                                    |